# Heinrich Fueter
Heinrich Fueter (ausgesprochen [fuətər]; * 17. Februar 1911 in Zürich; † 13. Oktober 1979 ebenda) war ein Schweizer Filmproduzent.

## Werdegang
Heinrich Fueters Vater war der Historiker und NZZ-Redaktor Eduard Fueter Senior, sein Bruder der Wissenschaftshistoriker Eduard Fueter junior. Seine Jugend verbrachte er im Haus der Mutter Jenny Faesi-Weber und ihrem zweiten Ehemann Robert Faesi. Nach der Matura an der Kantonsschule Trogen schlug Heinrich Fueter zunächst eine militärische Laufbahn ein und studierte bis zur Promotion Jura. 26-jährig fand er eine Anstellung bei der Filmproduktionsfirma Praesens-Film, wo er mit organisatorischen Aufgaben betraut wurde. Bei dem Wehrertüchtigungsfilm Füsilier Wipf wirkte Heinrich Fueter 1938 nicht nur als militärischer Berater mit, sondern trat erstmals auch als Produktionsleiter in Erscheinung. Füsilier Wipf war die Verfilmung eines 1917 veröffentlichten Romans des Zürcher Literaturprofessors Robert Faesi, Fueters Stiefvater. Ebenfalls als militärischer Berater am Filmset aktiv war der ehemalige Mitbewohner Fueters und späterer Rektor der ETH Karl Schmid. Nach drei Spielfilmen wechselte er 1941 zu der von dem deutschen Produzenten Günther Stapenhorst geführten Gloriafilm, für die er, in der Position eines kaufmännischen Leiters, 1942 den Aufbau und die Leitung des Studios Bellerive übernahm.
1939 wirkte Fueter als Koordinationschef aller kultureller Veranstaltungen der Schweizerischen Landesausstellung, zudem organisierte er die Eröffnungs- und Schlussfeier sowie die Wehrvorführungen. 1939/40 wurde Fueter die Leitung des Unterhaltungsdienstes der Sektion Heer und Haus im Armeekommando übertragen, welche durch Vorträge, Aufführungen, Film- und Radiovorführungen zu einem wichtigen Werkzeug der Geistigen Landesverteidigung wurde.
Im Sommer 1947 gründete Fueter mit 100.000 Franken Startkapital eine eigene Produktionsfirma, die Condor-Film A.G. Das Unternehmen konnte angesichts knapper Kapitaldecke in den Startjahren nur selten Spielfilme herstellen. Vielmehr konzentrierte sich Heinrich Fueter auf die Produktion ambitionierter Werbe-, Industrie-, Ausbildungs- und Dokumentarfilme. Zahlreiche Schweizer Regisseure wie z. B. Max Haufler konnten nur dank Fueters Auftragsvergabe in ihrem Beruf überleben. Von 1956 bis 1960 weitete Heinrich Fueter seine Firma mit einer Niederlassung nach Deutschland (München) aus. 
1966 zog er sich aus dem Produktionsgeschäft endgültig zurück und übergab die Leitung der Firma seinen beiden Söhnen. Heinrich Fueter war mit der Schauspielerin Anne-Marie Blanc verheiratet.

## Filmografie (Auswahl)
- 1938: Füsilier Wipf
- 1940: Die missbrauchten Liebesbriefe
- 1941: Gilberte de Courgenay
- 1942: Menschen die vorüberziehen
- 1942: Gottesmühlen (Steibruch)
- 1943: Das Leben beginnt (Matura-Reise)
- 1943: Komödie um Erika
- 1950: Fusio
- 1955: Souvenirs
- 1956: Sie und Er
- 1959: Auskunft im Cockpit
- 1960: Operation Schweiz
- 1964: Der Gefangene der Botschaft
- 1964: Mein General-Motors-Abenteuer
- 1964: Schellen-Ursli